# RG-5 Pescăruș
RG-5 Pescăruș, este un planor monoloc, proiectat ca planor de performanță de inginerul Vladimir Novițchi în anul 1956, și construit la IFIL-Reghin într-un număr de 30 exemplare.

## Proiectare și construcție
Pescăruș a fost un planor cu structură din lemn cu aripă mediană în consolă, construit pentru aerocluburi. Aripile au fost construite cu un singur lonjeron principal cu o cutie de torsiune până la bordul de atac acoperită cu placaj și cu material textil în spatele lonjeronului până la bordul de fugă, având un unghi diedru de 1,66°. Aripa era prevăzută cu eleroane de construcție lemnoasă, acoperite cu pânză și care ajungeau până la vârfurile aripilor. Frânele aerodinamice de tip DFS (Schempp-Hirth) au fost montate la mijlocul coardei medii, în apropierea eleronelor. Nu era prevăzut cu voleți.
RG-5 are un fuzelaj monococă din placaj, cu un cockpit monoloc în fața aripii, închis de capota carlingii cu deschidere laterală, care ajunge până la botul planorului. Aterizorul este dintr-o singură roată fixată sub fuselaj, la mijlocul coardei aripii, cu o patină care vine de la bot până sub șezutul din cockpit, iar sub ampenaj este o bechie. Fuzelajul este pronunțat conic, de la carlingă până la ampenaj. Ampenajul, din schelet de lemn, este acoperit cu pânză impregnată. Ampenajul orizontal este montat înaintea derivei, la nivelul de sus al fuzelajului, fiind de formă eliptică.
RG-5 Pescăruș a fost omologat la 1 septembrie, având primul zbor la 8 septembrie 1957. Au fost produse 30 exemplare, pentru aerocluburi de planoriști din România.

## Recorduri
- Acesta, a fost unul dintre cele mai reușite planoare de performanță construite în România. Pe data de 14 iunie 1957, cu „Rg-5 Pescarus”, pilotul Mircea Finescu a stabilit recordul de 385 km în linie dreaptă, pe ruta Iași-Giurgiu.
- În 1958, cu acest tip de planor, Aurelia Roșianu-Gheorghiu a doborât recordul național de viteză, la zbor în triunghi de 100 km, pentru clasa D1 cu 51,2 km/h.

## Date tehnice
Datele tehnice au fost preluate din Sailplanes of the World, pp.211-12
Caracteristici generale
- Echipaj: 1
- Anvergura: 15,10 m
- Lungime: 7,38 m
- Înălțimea: 2,15 m
- Suprafața aripii: 15,40 m²
- Diedrul aripii: 1,66°
- Alungirea aripii: 14,60
- Tren de aterizare: o talpă principală (patină), o roată, bechie
- Profilul aripii: Göttingen 549 (modificată). Aripă mediană, din două piese montete în consolă
- Greutate gol: 210 kg
- Greutate cu echipaj: 300 kg
- Structură: lemn și pânză

Performanțe
- Viteza de angajare: 50 km/h
- Viteza maximă în remorcaj de avion: 120 km/h
- Finețe maximă: 27 la 76 km/h
- Viteza de coborâre : 0,76 m/s la 62 km/h
- Încărcătura alară: 19,5 kg/m2

## Aprecieri

Timbru poștal reprezentând planorul RG-5 Albatros

- Poșta română a emis un timbru poștal reprezentând Planorul RG-5